# 坂口尚
坂口 尚（さかぐち ひさし、男性、1946年5月5日 - 1995年12月22日）は、日本の漫画家、アニメーター。東京都出身。

## 人物
1963年、うさぎのカットを3枚描いて入社試験に合格し、定時制高校在学中に虫プロに入社。学業との両立が困難となり、高校は自主退学。『鉄腕アトム』『ジャングル大帝』で原画を担当。『リボンの騎士』で演出デビュー。最終話「シルバーランド幸せに」を含む8話分を担当した。
虫プロ時代より下駄履き。あえて下駄を履くことで服装や外見で判断する人物を見分けていた。自画像も下駄だった。
1969年「COM」9月号SERIES霧の中『おさらばしろ!』で漫画家デビュー し、「COM」の連載と並行して、1970年から1971年にかけて「ぼくらマガジン」に『ウルフガイ』を連載。『ウルフガイ』連載終了後は、アニメーションの仕事のほうが多くなり、漫画は年に数本のみとなった。
1978年、24時間テレビ 「愛は地球を救う」のスペシャルアニメ『100万年地球の旅 バンダーブック』で中心的役割を担う。スケジュールが切迫した制作現場では手塚治虫と対立することもあった。仲裁役は現手塚プロダクション社長の松谷孝征だった。
1979年、ニューウェーブの波の渦中で『たつまきを売る老人』をはじめとするシリーズ「午后の風｣を発表、1980年より『12色物語』を連載。その詩的な作風から「短編の名手」「詩人」 と呼ばれた。
1983年、長編『石の花』連載開始。以後、長編を中心とした執筆活動に入り『石の花』『VERSION』『あっかんべェ一休』の長編3部作を発表。ユーゴスラビアの複雑な環境に世界の縮図をみいだした『石の花』は5度出版されるほどの代表作となった。
一部からは手塚治虫の後継者と目されるも『あっかんべェ一休』の最終話脱稿後、第4巻のカバー校了に立ち合った直後 の1995年12月22日に、自宅の浴室にて急性心不全のため死去した。49歳没。
没後の1996年、遺作となった『あっかんべェ一休』に日本漫画家協会賞優秀賞が贈られた。
アニメの遺作は『安達が原』（1991年）。
2023年には作品『石の花』に対してフランス・アングレーム国際漫画祭の「遺産賞」を贈られた

。

## 略歴
- 1946年 埼玉県に生まれ、すぐに東京に移る。
- 1963年 虫プロ入社、『鉄腕アトム』、『ジャングル大帝』、『リボンの騎士』で原画・演出等を担当[1]。
- 1968年 フリーとなりコマーシャルフィルムのアニメーションなどの制作に携わる。
- 1969年 「COM」9月号『おさらばしろ!』で漫画家デビュー。
- 1970-1971年 「ぼくらマガジン」に『ウルフガイ』を連載。
- 1973年 「COM」が休刊となると、フリーの立場でタツノコプロ、日本サンライズ、東映などでアニメーションの仕事をする[41]。
- 1977年 自主制作アニメのグループ「我楽苦他」を結成[42]。
- 1978年から「24時間テレビ」のスペシャルアニメ『100万年地球の旅 バンダーブック』『海底超特急マリンエクスプレス』『フウムーン』などに参加。
- 1978-1979年「Peke」「コミックアゲイン」「別冊奇想天外」に短編を発表し漫画家復帰[43][44]。
- 1980-1982年 『12色物語』を連載。
- 1983-1986年 『石の花』を連載。
- 1989-1991年 『VERSION』を連載。
- 1993-1995年 『あっかんべェ一休』を連載。
- 1995年 逝去。
- 1996年 『あっかんべェ一休』で日本漫画家協会賞優秀賞を受賞[37]。

## 作品リスト

### 漫画

#### 初出誌一覧
- 1969
  - SERIES「霧の中」
    - 1 おさらばしろ!（COM 9月号）
    - 2 反転（COM 10月号）
    - 3 しわ（COM 11月号）
    - 4 神との賭（COM12月号）

  - 探偵ブラカン[45]
    - 1 裂かれた美女の腹（プレイコミック 9月10日号）
    - 2 東京番外地（プレイコミック 9月25日号）
    - 3 女王をマークしろ！（プレイコミック 10月10日号）
    - 4 ブラカン対007（プレイコミック 10月25日号）
    - 5 ああ！芸術の秋（プレイコミック 11月10日号）
    - 6 最終回 一難去ってまた一難（プレイコミック 11月22日号）

  - 地獄草（巨人の星 13 少年マガジンコミックス 10月号）[46]
  - 左腕（漫画ゴラク増刊 11月号）
  - ラーメン大将（別冊少年キング 12月号）
- 1970
  - SERIES「霧の中」
    - 5 …110よ（COM 1月号）[47]
    - 最終回 「ミル」って名の娘についての事（COM 2月号）

  - POETICAL ROMAN 振子 IL PÈNDOLO（プレイコミック 1月24日号）[48]
  - 雪が降る（COM 3月号）
  - メリーゴーランドに飛び乗って（ビッグマガジン №1S-F）[49]
  - 生き人形（週刊ぼくらマガジン 20号）
  - 青びょうたん（タイガーマスク 5 ぼくらマガジンコミックス 春季号）[46]
  - スモッガー（まんが王 4月号）
  - トム＝ソーヤーの冒険[50]
  - 母子像（月刊別冊少年マガジン 10月号）[51]
  - KRVAVA BAJKA 抵抗の詩（まんが王 8月号-9月号）[52]
  - クレオパトラ（COM増刊号）[46][53][54]
  - ウルフガイ（週刊ぼくらマガジン 43号-1971年23号）[55]
- 1971
  - 魚の少年（希望の友 3月号）[56]
  - フーセンばあさん（COM 4月号）
  - 帰ってきたウルトラマン（小学五年生 4月号-6月号）
  - いちご都市（COM 8月号）
  - 独立祭の夜（希望の友 8月号）[57]
- 1972
  - 武端左門（COMコミック 12月8日号）
- 1973
  - カペラ（COMコミック 2月）[58][59]
  - 無題（ガロ7月号）[60]
  - 無題（ガロ8月号）[61]
  - イラストファンタジー（高2コース 1973年9月号-1974年3月号 1975年4月号-1976年3月号）[62][63]
- 1974
  - 呪われた美人姉妹（'74縄張り ベンチャーコミック1月増刊号）
- 1975
  - 手（漫画バンバン 12月号）
- 1976
  - 顔（漫画バンバン 1月号）
  - ひょうたんやのライスカレー（漫画バンバン 2月号）
  - 風車（漫画バンバン 3月号）
  - 白魔（漫画バンバン 4月号）
- 1977
  - 高田くんの時計（希望の友 4月号）
  - わたぐも（漫画大快楽 5月号）[64]
  - 銀河飛行（希望の友 8月号）
- 1978
  - よわむしコロ（希望の友 5月号）
  - 恋人（月刊Peke 11月号）
  - 化石（月刊Peke 12月号）
- 1979年
  - 3月の風は3ノット（少年ワールド 3月号）
  - シリーズ/午后の風
    - 1 コラージュ（月刊コミックアゲイン 5月号）[65]
    - 2 はばたき（月刊コミックアゲイン 6月号）[66]
    - 3 影ふみ（月刊コミックアゲイン 7月号）
    - 4 野の花（月刊コミックアゲイン 8月号）
    - 5 穏かな日（月刊コミックアゲイン 9月号）
    - 6 国境の店（月刊コミックアゲイン 10月号）
    - 最終回 たつまきを売る老人（月刊コミックアゲイン 11月号）[67]

  - 故郷（奇想天外 NO.41 8月号）
  - 流れ星（SFマンガ大全集 PART.3 別冊奇想天外 NO.8 AUGUST）
  - しおり（単行本「魚の少年」）
  - 闇の箱
    - 迷路（劇画アリス 19号）[68]
    - 9月の通路（劇画アリス 20号）
    - 星夜（劇画アリス 21号）
    - 光の街（劇画アリス 22号）
    - 四季（劇画アリス 23号）
    - 邂逅（劇画アリス 24号）
- 1980
  - 闇の箱
    - 兆（劇画アリス 25号）
    - 新しい訪問者（劇画アリス 26号）
    - 日月火水木金土（劇画アリス 27号）
    - 夢見る機械（劇画アリス 28号）
    - 昒 （劇画アリス 29号）

  - …67エイッと!!（週刊少年キング NO.1 1月1日号）[69]
  - 絡繰眼鏡（奇想天外 NO.47 2月号）[70][71]
  - 絆（SFマンガ大全集 PART.4 別冊奇想天外 NO.9 JANUARY）
  - シリーズ12色物語
    - 雪の道（月刊コミックトム 5月号）
    - 蜃気楼（月刊コミックトム 9月号）
    - ブルックリン日曜日（月刊コミックトム 11月号）[72]

  - 祭の日（マンガ奇想天外SFマンガ大全集 NO.1）
  - 星降る夜（マンガ奇想天外SFマンガ大全集 NO.2）
  - 新世界（マンガ奇想天外SFマンガ大全集 NO.3）
  - おるごおおる（ぱふ 11月号）
  - 宝石狩（SFコミックス リュウ VOL.9 12月号）[73][74]
- 1981
  - シリーズ12色物語
    - 紫の炎（月刊コミックトム 1月号）
    - ひまわり畑（月刊コミックトム 3月号）
    - 朝凪（月刊コミックトム 5月号）
    - マーロのオレンジ（月刊コミックトム 7月号）
    - 窓辺のふたり（月刊コミックトム 9月号）
    - 遁走曲（月刊コミックトム 11月号）[75]

  - 遠いささやき（ポップコーン NO.6 2月号）
  - 小春日和（漫画族オリジナル 3月号）
  - 夢花火（奇想天外 NO.62 5月号）
  - 秘密（マンガ奇想天外SFマンガ大全集 NO.4）
  - カノン（マンガ奇想天外SFマンガ大全集 NO.5）
  - 夏休み（マンガ奇想天外SFマンガ大全集 NO.6）
  - めぐりあい（マンガ奇想天外SFマンガ大全集 NO.7）
  - 冬の月（漫金超 第3号）
- 1982
  - シリーズ12色物語
    - 万年筆（月刊コミックトム 1月号）
    - 錆びた鍵（月刊コミックトム 3月号）[76]
    - 夜の結晶（月刊コミックトム 5月号）

  - 谺（週刊少年マガジン NO.32 7月28日号）[77]
  - ぶううめらぁん（月刊コミックトム 8月号-1983年2月号）
  - コッケル氏の財産覚書（マンガ奇想天外SFマンガ大全集 NO.9）
  - 6月の雨（マンガ奇想天外SFマンガ大全集 NO.10）
  - 進化（少年少女SFマンガ競作大全集 PART.16）
  - 無限風船[78]
- 1983
  - 灯（メビウス NO.2 1月号）[79]
  - 微睡（メビウス NO.3 4月号）[80]
  - 電飾の夜23:59発（単行本「電飾の夜23:59発」）[54]
  - シンフォニィィィ（単行本「電飾の夜23:59発」）[54]
  - 戦士の休息（SFマガジン 6月号）
  - 月光シャワー（SFマンガ競作大全集 PART.18-20）[81]
  - 流転（SFマンガ競作大全集 PART.21）
  - 石の花（月刊コミックトム 3月号-1986年9月号）[82]
- 1984
  - 奇蹟（SFマガジン 1月号）
  - 黄いろのトマト（月刊コミックトム 1月号）[83]
  - 陽だまり（月刊ギャグダ VOL.30 2月号）[84]
  - 金盞花 時知らず（季刊コミックアゲイン 第1号 8月夏号）
  - 花火（季刊コミックアゲイン 第2号 11月秋季号）
- 1985
  - 色えんぴつ（季刊コミックアゲイン 第4号 5月春季号）
  - travel 旅 －インフォメーション（月刊WHAT 6月号）
  - G.W後遺症（月刊WHAT 7月号）
- 1986
  - 虹の絵具皿 十力の金剛石（月刊コミックトム 1月号）[83][85]
  - キャットワンG…+（がくゆう[86] 4月号-1987年3月号）[87]
  - 春雷（月刊WHAT 6月号）
  - 夏時空（月刊スーパーアクション 8月号）
- 1987
  - エストレリータ 小さな星（月刊スーパーアクション 1月号）
  - 月光シャワー（月刊WHAT 2月号）[88]
  - 紀元ギルシア（月刊スーパーアクション 3月号-9月号）
  - レート・ドッグ（冒険隊 Bowkentai 創刊号 ホビージャパン12月号別冊）[89]
- 1988
  - キャットワンG…+（がくゆう 4月号-1989年3月号）[90]
  - 8月の草原（月刊コミックトム 1988年8月号）
  - 而来夜（月刊コミックトム 1988年9月号）[91]
- 1989
  - VERSION（月刊コミックトム 2月号-1991年12月号）[92]
  - 星の界（月刊コミックトム 4月号）[93]
  - キャットワンG…+（がくゆう 4月号-1990年3月号）[94]
- 1992
  - 初雷（月刊コミックトム 3月号）
- 1993
  - あっかんべェ一休（月刊アフタヌーン 7月号-1996年1月号）
  - ゼファ／ZEPHYR 微風（月刊ガンガンファンタジー 4月号）[95]
  - ドレみ空!（月刊コミックトム 5月号）
  - 天の河（月刊コミックトム 7月号）
- 1994
  - カデンツ kadenz=終止形（コミック'94 真夏号 文藝春秋8月臨時増刊号）
- 1995
  - 線香花火（ビッグコミック増刊 8月8日号）
- 未発表作品
  - 坂口尚未発表作品集（2001年）
    - 旅行
    - 化石の城

  - 坂口尚作品集 すろををぷッ（2004年）
    - 空の下の空
    - かかと
    - 不条理
- 初出不明
  - 虹の日の出発[96]

#### 単行本
- クレオパトラ（1970年） COM増刊号[46][54] 原案・監修 手塚治虫
  - クレオパトラ ＜完全版＞（2019年） 復刊ドットコム[97]
- トム＝ソーヤーの冒険（1970年）[54] 講談社 原作：マーク＝トウェン
  - トム＝ソーヤーの冒険（2019年） 復刊ドットコム[98]
- ウルフガイ (1)～(2)（1979年） 奇想天外社
  - ウルフガイ‐THE ORIGIN‐(上)(下) [99]（2011年） マンガショップ
- 魚の少年（1979年） 奇想天外社
- たつまきを売る老人（1980年） 奇想天外社
- 星の動く音（1981年） 奇想天外社
- 3月の風は3ノット（1981年） 潮出版社
- 12色物語 (上)(下)（1982年） 潮出版社
  - 12色物語（2002年） 講談社漫画文庫
  - 新装版 12色物語（2017年）[100] [101]MOM[102]
- 無限風船（1982年）[54] ブロンズ社
- 電飾の夜23:59発（1983年） 東京三世社（マイコミックス）
  - 電飾の夜23:59発（1984年） 東京三世社（シティコミックス）軽装丁版
- 石の花 (1)～(6)（1984年～1986年） 潮出版社
  - 新版 石の花 (1)～(5)（1988年）[103] 新潮社
  - 石の花 (1)～(5)（1996年） 講談社漫画文庫
  - 石の花（愛蔵版）(1)～(4)（2002年～2003年） 講談社
  - 石の花 (上)(中)(下)（2008年） 光文社
  - 石の花 (1)～(5)（2022年） KADOKAWA
- 紀元ギルシア（1987年） 双葉社
- 戦士の休息（1987年） 双葉社
- ともしび（1987年） 双葉社
- 星降る夜（1987年） 双葉社
- 月光シャワー（1987年） 東京三世社
- レート・ドッグ（1989年） 大都社
- VERSION (1)～(3)（1991年～1992年） 潮出版社
  - VERSION (上)(下)（2000年～2001年） 講談社漫画文庫
- あっかんべェ一休 (1)～(4)（1993年～1996年） 講談社KCデラックス
  - あっかんべェ一休 (上)(下)（1998年） 講談社漫画文庫
- 坂口尚短編集 チクマ秀版社
  - (1)午后の風（2000年）
  - (2)紀元ギルシア（2001年）
  - (3)闇の箱（2001年）
  - (4)きずな（2002年）
  - (5)ドレみ空!（2003年）
- 坂口尚作品集 すろををぷッ（2004年） チクマ秀版社
- 月光シャワー-SF作品集-（2005年） チクマ秀版社
- 3月の風は3ノット（2007年） チクマ秀版社

##### 海外版
- VERSION
  - VERSION（Dark Horse Comics, カナダ）
  - VERSION（Glénat, フランス）
  - VERSION（Verlag Thomas Tilsner, ドイツ）
- あっかんべェ一休
  - 一休和尚（東立出版社有限公司, 台湾）
  - 一休（天下出版有限公司, 香港）
  - Ikkyu（Glénat, フランス）
  - Ikkyu（Vents d'Ouest, フランス）
  - Ikkyu（Desnivel Ediciones, スペイン）
  - Ikkyu（Glénat, スペイン）
  - Ikkyu（Carlsen Verlag Gmbh, ドイツ）
- 石の花
  - Fleur de Pierre（Vents d'Ouest, フランス）
  - 石之花（玉皇朝出版集團, 香港）
  - 石之花（東立出版社有限公司, 台湾）
  - 石之花（台灣東販股份有限公司, 台湾）

#### 小冊子
- 坂口尚未発表作品集（2001） チクマ秀版社
- イラストファンタジィ（2003） チクマ秀版社
- …未来へ（2003） チクマ秀版社
- メリーゴーランドに飛び乗って（2005）チクマ秀版社
- はじめての坂口尚展　展覧会パンフレット（2016） MOM
- 12色物語 創作ノート（2017） MOM

### イラスト提供
- 月と太陽の魔道師（タニス・リー、ハヤカワFT文庫43番） 表紙（1982年）
- アイソトープ・マン（チャールズ・エリック・メイン、ハヤカワSF文庫472番） 表紙および挿絵12点（1982年）
- バブル・ゲーム調書（森哲司） 挿画（1992年）
- ワニの豆本「冒険スポーツ入門」（戸井十月） イラスト数点（1977年）
- ワニの豆本「アッ!?心理試験 神秘の能力に挑戦するゲーム」（浅野八郎） イラスト数点（1978年）
- ワニの豆本「タモリのケンカに強くなる本」（タモリ） イラスト数点（1978年）

### アニメーション
- 鉄腕アトム（原画）
- ジャングル大帝（原画[104]）
- リボンの騎士（演出[9]）
- わんぱく探偵団（原画）[105][106]
- バンパイヤ（動画監督）
- ダメおやじ（演出）[42][106][106]
- チャージマン研!（絵コンテ）
- ラ・セーヌの星（作画監督）[42]
- グレートマジンガー（作画監督[107]）
- ヤッターマン[41][42]
- 一休さん[41]
- UFO戦士ダイアポロン（原画）
- 魔女っ子メグちゃん（作画監督・演出）[41][42]
- まんが偉人物語[41][42]
- ろぼっ子ビートン（作画監督・絵コンテ）[108]
- ゴワッパー5 ゴーダム（原画）
- 超電磁ロボ コン・バトラーV（絵コンテ）
- 無敵超人ザンボット3（作画[109]）
- 無敵鋼人ダイターン3（作画監督・原画）
- ジェッターマルス（作画監督）
- 100万年地球の旅 バンダーブック（チーフディレクター・キャラクターデザイン・美術構成・原画[110][111]）
- 海底超特急マリンエクスプレス（設定デザイン[112]）
- フウムーン（構成・演出・メカデザイン[113]）
- ブレーメン4 地獄の中の天使たち（メカデザイン[114]）
- 火の鳥2772 愛のコスモゾーン（原画[115]）
- 安達が原（監督・絵コンテ・キャラクターデザイン・原画[116]）

## 作品解説
実験的作品
「COM」のSERIES「霧の中」を始め、初期作品には実験的作品が多く「希望の友」1971年3月号掲載作品『魚の少年』の原稿を見て、当時の担当者が「これは少年マンガとして描かれたのですか？」と言った程だった。
ニューウェーブ
「COM」休刊、『ウルフガイ』連載終了後、ほとんど漫画を発表していなかった期間もあったが、1978年より「Peke」「コミックアゲイン」「別冊奇想天外」などニューウェーブ系の雑誌に短編を発表し漫画家として復帰。
『坂口尚短編集 (1)』への書評（「サンデー毎日」2001年1月7-14日新年合併号）で村上知彦が大友克洋、高野文子らが登場したニューウェーブの波の渦中で描かれた短編である事を紹介。日常の中にあるファンタジー、宇宙を舞台にしたSF作品も数多く発表された。
12色物語
1980年から「コミックトム」で連載された。1話ごとにイメージカラーを設定し、人と人との関わりや人生観を描いた全12編からなる短編シリーズ。孤高の魂をもった人たちの生と死が、それを理解できない俗物たちによって揶揄される 内容となっており、坂口が好きな作家としてあげているテネシー・ウィリアムズ の作品との共通点が見いだせる。
第2話「蜃気楼」が『12色物語』後半の絵柄なのは、単行本化する際に加筆しほとんど描きかえてしまったから。
ウルフガイ
原作平井和正、後の小説シリーズの原型。
VERSION
近未来で自己増殖するバイオチップを巡る物語。瀬名秀明が『パラサイト・イヴ』を執筆する上で大きく影響を受けたと語っている 。
長編3部作
『石の花』『VERSION』『あっかんべェ一休』が長編3部作と呼ばれているのは坂口自らの発言から。

## 他の作家との関係
手塚治虫
坂口は虫プロダクション、手塚プロダクションのアニメーターとして手塚作品を数多く手がけた『石の花』（潮出版社）第1巻 や『たつまきを売る老人』（奇想天外社） のカバー見返しに手塚による推薦文あり。原案手塚治虫のアニメラマ『クレオパトラ』をまんが化した。
永島慎二
同じ虫プロのアニメーターとして親密な関係にあった。永島が「COM」編集に携わっていた鈴木清澄を紹介したことが、「COM」に執筆するきっかけとなった。
安彦良和
「ガンダムエース」2002年11月号の貞本義行との対談で、「坂口尚？えっあの天才が？もったいないあなたのような人が！」とサンライズの面接に来た坂口に驚いたエピソードを紹介。『ろぼっ子ビートン』では坂口が絵コンテを担当したが、もっと別な作品でやって欲しかったと安彦は述べている。
『石の花』上（光文社）に上記エピソードを含む解説を寄稿。この解説は『原点 THE ORIGIN』にも収録された。
在籍期間が異なるため虫プロでの交流は無かった。
貞本義行
自身のデビュー前から、坂口の作品を追いかけていたが、経歴を読んだ時に「漫画家でキャリアをスタートして、アニメーターで名をはせ、漫画家に戻る」という所に親近感を覚えていた。
金山明博
「まんだらけZENBU」に連載した自伝的作品『まんが・アニメ奮戦記あめんぼうの詩』で虫プロでの坂口との交友を描いた。
樋口雅一
高校時代からの友人。坂口の誘いで1966年タツノコプロから虫プロに移籍。原画坂口班に所属し『ジャングル大帝』で動画を担当。樋口が監督した『まんが偉人物語』で1977年に坂口が結成した自主制作アニメ・グループ我楽苦他が作画・演出を担当した。
石原はるひこ
親友。石原の単行本『海猫の城』の解説は坂口によるもの。
さべあのま
『ライトブルーペイジ』（奇想天外社）のカバー見返しに坂口が推薦文を寄せた。
すがやみつる
編集者として坂口の『トム＝ソーヤーの冒険』を担当。単行本に取りかかってもらうために、「プレイコミック」連載のハンマー坂口名義の『探偵ブラカン』の作画を手伝った。講談社の別館に坂口とともにカンヅメになり原稿を執筆した事もある。『次の本へ』で坂口の『石の花』を紹介。
瀬名秀明
「パラサイト・イヴは直接的にではないにしろVERSIONにインスパイアされて書かれた小説なのである」と角川ホラー文庫『パラサイト・イヴ』のあとがきに記述。坂口尚短編集第5巻『ドレみ空!』に解説を寄稿。また、「仙台市 読書活動推進フォーラム 基調講演」でも『石の花』や『たつまきを売る老人』についてふれるなど、講演やインタビューで坂口について言及。坂口の『紀元ギルシア』を小説化。
村上知彦
「ぱふ」1980年11月号特集坂口尚に「光の匂い、風の色 - 坂口尚論・未遂」を執筆。1981年の潮出版社刊『3月の風は3ノット』の解説、2007年に出版されたチクマ秀版社刊『3月の風は3ノット』の解説も村上によるもの。自著『まんが解体新書』に朝日新聞掲載コラム「入魂の遺作『あっかんべェ一休』-追悼・坂口尚さん」 を収録。

浦沢直樹
愛蔵版『石の花』1に「手塚治虫さんから、大友克洋さんのようなものまで幅広く…」「じゃあ、それを融合してみるっていうのは、どう？」「すでに融合させちゃってるんだよなぁ…。坂口尚さんが…」と寄稿。2016年10月6日に放送された「浦沢直樹の漫勉」の浦沢直樹の回で「手塚治虫と大友克洋をつなぐミッシングリンク」と坂口を紹介。

幸村誠
GROWING REEDで「どういうものが質のいいものだっていう風に思われて作品を作られてるんですか？」の問に「漫画には全く別の切り口があるんだということを初めて思い知らせてくれたのが坂口尚先生ですね」と答えた。

## アシスタント
アシスタントを使わずひとりで執筆していた。「どちらかというと風景が好きで、人物を描きたくない」という発言もある。坂口が描く風景は「現実以上に美しい山であり、川であり、道」「木々の木漏れ陽、地面に落ちた影」「めまいを覚えるような光と影の世界、空、海、雨、木々のざわめき」と高く評価された。『ウルフガイ』では土山よしき、細井雄二がアシスタントを担当し週刊連載を支えた。

## 別ペンネーム
坂口尚三
虫プロ時代のクレジット、本名。
ハンマー坂口
プレイコミック連載の『探偵ブラカン』1969年9月10日号-11月22日号で使用。
砂川尚志
無敵超人ザンボット3、21話「決戦! 神ファミリー」でのクレジット。
砂河尚志
無敵鋼人ダイターン3、29話「舞えよ白鳥！わが胸に」でのクレジット。

## 公式サイト
- 坂口尚オフィシャルサイト　午后の風